# Sky High (singolo)
Sky High è uno noto brano musicale del 1975 della band britannica Jigsaw.

## Storia
Fu pubblicato come singolo nel 1975 e fu un successo mondiale nell'ultima parte dell'anno, raggiungendo il numero 3 nella Billboard Hot 100 e il numero 4 nella classifica Adult Contemporary negli Stati Uniti. Fu composto da Clive Scott e Des Dyer dei Jigsaw con l'arrangiamento orchestrale di Richard Hewson. 
Nel 1977 la canzone ottenne un successo commerciale in Giappone, raggiungendo il numero 2 nella classifica dei singoli Oricon e vendendo circa 570.000 copie.
La canzone divenne popolare in Messico grazie a  Mil Máscaras, un popolare wrestler  mascherato che ha usato il brano per le sue entrate nel ring. 

## Filmografia
Il brano è il tema principale del film Il dragone vola alto. Nel 1984 una cover del brano cantata da Tammie Lee fece parte della colonna sonora del film Amarsi un po'...